# Argia calida
Argia calida – gatunek ważki z rodziny łątkowatych (Coenagrionidae).